# Lars Gunne
Lars-Magnus Gunne, född 24 juni 1923 i Stockholm, död 30 januari 2020, var en svensk psykiater.
Gunne blev medicine licentiat i Stockholm 1949, medicine doktor och docent i psykiatri vid Karolinska institutet 1963. Han tjänstgjorde bland annat vid Beckomberga sjukhus, Södersjukhuset och Karolinska institutet, innehade forskartjänst i experimentell neuropsykiatri vid Statens medicinska forskningsråd 1965 och var professor i psykiatri vid Uppsala universitet och överläkare vid Ulleråkers sjukhus 1966–89.
Gunne var den som introducerade metadonbehandling av narkotrikamissbrukare i Sverige. Han startade behandlingar med Metadon 1966 vid Ulleråkers sjukhus. Han var långt före sin tid när han startade sin metadonverksamhet och han blev hårt kritiserad.
Gunne bedrev forskning vid Rockefeller Institute i New York 1965–66, vid Massachusetts Institute of Technology 1980–81 och vid Georgetown University 1985–86. Han författade skrifter i psykiatri och psykofarmakologi, speciellt neuroleptikaframkallade rörelsesjukdomar.